# I-wak jezik
I-wak jezik (ISO 639-3: iwk; iwaak), filipinski jezik uže mezokordiljerske skupine, kojim govori oko 3 260 ljudi (2000) iz plemena Iwaak na otoku Luzon u provinciji Benguet. Srodan je jezicima ibaloi [ibl] (s kojim čini podskupinu ibaloy), karao [kyj] i kayapa kallahan [kak].
I-waak se govori u selima Tojongan, Bakes, Lebeng, Domolpos, Bujasjas i Kayo-ko u općini Itogon, nadalje u selu Salaksak u općini Kayapa, dok se u selu Capintalan u provinciji Nueva Ecija više ne govori, nego se pripadnici etničke grupe služe kayapa kallahanskim.

## Vanjske poveznice
- Ethnologue (14th)
- Ethnologue (15th)